# Miss Universe 1926

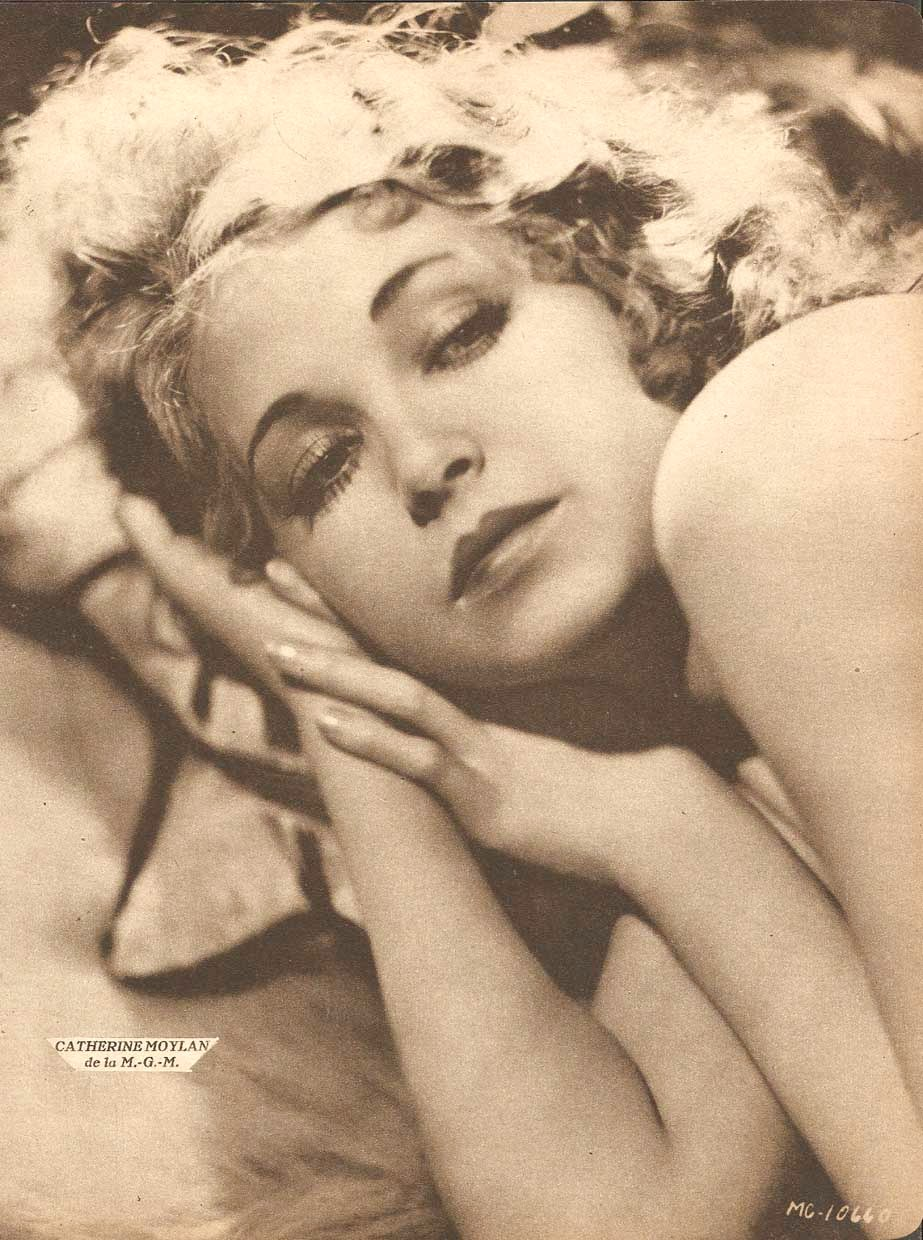
Catherine Moylan, Miss Dallas und Beauty Queen of the Universe 1926.

Der Schönheitswettbewerb um die Miss Universe 1926 fand unter dem Namen First International Pageant of Pulchritude and Seventh Annual Bathing Girl Revue vom 15. bis zum 17. Mai 1926 in Galveston (Texas) statt. An den Vorgänger-Veranstaltungen ab 1920, lediglich als Galveston Bathing Girl Revue bezeichnet, hatten ausschließlich Kandidatinnen aus den Vereinigten Staaten teilgenommen. Aber 1926 kamen mit einer jungen Frau aus Mexiko und einer weiteren aus Winnipeg (Kanada) erstmals internationale Teilnehmerinnen dazu. Etwa 150.000 Zuschauer sollen sich jährlich die Badeanzug-Parade auf dem Galveston Boulevard angesehen haben.
Siegerin wurde Catherine Moylan (Miss Dallas) und erhielt in diesem Jahr noch den Titel „Beauty Queen of the Universe“, der ab 1928 Miss Universe hieß.

## Veranstaltungen
Die ersten Kandidatinnen kamen in Galveston am 13. Mai an: Señorita Mexico Maria Martha Perres und Miss Winnipeg Patricia O’Shea, die beiden internationalen Teilnehmerinnen. Die Eröffnungs-Parade fand am Nachmittag des 15. Mai statt, die Wahl der Schönheitskönigin am 16. Mai 1926.

## Ergebnisse
Miss Dallas, Catherine Moylan, gewann den ersten Preis und wurde zur Beauty Queen of the Universe gekrönt. Als Siegespreis erhielt sie 2.000 Dollar und eine Silberplakette mit der Gravur „Beauty Queen of the Universe“. Die Zweitplatzierte erhielt 1.000 $, die Dritte 250 und die weiteren neun (Plätze 4 bis 12) jeweils 100 Dollar.
Beurteilt wurden „Schönheit, Form, Anmut und persönlicher Charme“. Bekleidung, Schmuck und dekorative Elemente spielten keine Rolle.

### Platzierungen
| Platz | Kandidatin          | Kandidatin          |
| ----- | ------------------- | ------------------- |
| 01.   | Miss Dallas         | Catherine Moylan    |
| 02.   | Miss New Orleans    | Gladys Moore        |
| 03.   | Miss Winnipeg       | Patricia O’Shea     |
| 04.   | Señorita Mexico     | Maria Martha Perres |
| 05.   | Miss Tulsa Rose     | Pauline Mason       |
| 06.   | Miss Palestine      | Arylie Mae Hiser    |
| 07.   | Miss Nebraska       | Grace Tolsen        |
| 08.   | Miss Shreveport     | Pauline Zacharias   |
| 09.   | Miss Wichita Falls  | Frances Rutledge    |
| 10.   | Miss Jefferson City | Evelyn Manchester   |
| 11.   | Miss Groesbeck      | Lois Ford           |
| 12.   | aus Dallas          | Rosebud Blondell    |

## Kandidatinnen
39 Frauen nahmen am Wettbewerb 1926 teil, die meisten davon aus Texas und den umliegenden Staaten. Die Anwesenheit der Delegierten Maria Martha Parres aus Mexiko und Patricia O’Shea aus Winnipeg (Manitoba, Kanada) machte ihn zu Galvestons ersten internationalen Event.

### Vollständige Teilnehmerliste
| Ausländische Kandidatinnen - Señorita Mexiko – Maria Martha Parres - Miss Winnipeg – Patricia O’Shea USA, Staaten oder Regionen - Miss Jefferson County – Dorothy Burnham - Miss Nebraska – Grace Tolsen - Miss Tarrant County – Gladys Bullock - Miss Wichita County – Frances Oden | USA, Städte - Miss Beaumont – Estelle Johnston - Miss Brownsville – Mary Stillwell - Miss Caddo – Jacquetta Calvin - Miss Cane River Lake – Louella Porter - Miss Cleveland – Constance Martin - Miss Dallas – Catherine Moylan - Miss Ellington Field – Margie Collins - Miss Fort Worth – Vivian Cayce - Miss Groesbeck – Lois Ford - Miss Houston – Karen Hall - Miss Jefferson City – Evelyn Manchester - Miss Monroe – Mary Mcvay - Miss Natchitoches – Peggy O’Neil - Miss New Orleans – Gladys Moore - Miss Palestine – Arylie Mae Hiser - Miss Port Arthur – Beatrice Smith - Miss San Antonio – Lola Beazley - Miss Shreveport – Pauline Zacharias - Miss Tulsa – Pauline Mason - Miss Waco – Maurice Reed - Miss Wichita Falls – Frances Rutledge | Sonstige Teilnehmerinnen (aus Texas) - Lola Bernhardt – Beaumont - Rosebud Blondell – Dallas - Barbara Brewer – Dallas - Lulu Buchanan – Houston - Marie Evans – Dallas - Pearl Flint – Dallas - Lorraine Gazzaway – Dallas - Freddie Mae Henkel – Dallas - Maiden Maxwell – Dallas - Clyde McConathy – Beaumont - Elalu Watts – Dallas - Grace Weber – Houston |